# 約克 (蒙大拿州)
約克（英語：York）是位於美國蒙大拿州劉易斯與克拉克縣的普查規定居民點。

## 歷史
約克的郵局於1887年設立，其後於1917年停運。

## 人口
根據2020年美國人口普查的數據，約克的面積為0.85平方千米，皆為陸地。當地共有人口94人，而人口密度為每平方千米110.59人。